# Raphaela Eggert
Maria Raphaela Eggert (* 11. September 1992 in Augsburg) ist eine deutsche Paracyclerin. Sie fährt in der Klasse C4.

## Sportliche Laufbahn
1997 wurde bei Raphaela Eggert ein Hirntumor entfernt, seitdem ist sie halbseitig gelähmt. Von Beruf ist sie Technische Zeichnerin.
Nach einer Talentsichtung im Jahre 2012 begann Eggert mit Paracycling. 2013 belegte sie im Weltcup in Meran Rang zwei im Einzelzeitfahren. 2017 gewann sie den Gesamt-Weltcup und belegte bei ihrem ersten WM-Start im südafrikanischen Pietermaritzburg Rang zwei im Einzelzeitfahren. Im selben Jahr entschied sie den Gesamt-Weltcup für sich.
Im Mai 2018 beendete Raphaela Eggert ihre sportliche Laufbahn aus gesundheitlichen Gründen, kehrte aber 2020 in den Radsport zurück und startete bei den UCI-Paracycling-Bahnweltmeisterschaften 2020. In der Einerverfolgung belegte sie Platz acht und im Scratch Platz neun.

## Ehrungen
2016 und 2017 wurde Raphaela Eggert Sportlerin des Jahres von Weil am Rhein. 2017 wurde sie Sportlerin des Jahres von Lörrach.

## Erfolge
2017
- Weltmeisterschaft – Straßenrennen (C4)
- Gesamt-Weltcup – Straße